# 画皮 あやかしの恋
『画皮 あやかしの恋』（がひ あやかしのこい、原題：画皮）は、2008年9月25日に公開されたシンガポール・中国・香港合作映画。

## 概要
中国清代の怪異譚『聊斎志異』の中の一話「画皮」を改編映画化したアクション・ファンタジー映画。初日の興行成績は7000万元（約8億8000万円）を超えた。また、2012年には続編の『妖魔伝 レザレクション』（原題：画皮II）が製作・公開された。
日本では、2009年3月に開催された第一回沖縄国際映画祭にて上映後、2012年8月4日に劇場公開。日本版ではデジタルで上映された多くの劇場で主題曲「画心」（歌：ジェーン・チャン）が「儚さ」（歌：倉木麻衣）に差し替えられ、フイルム上映の一部の劇場のみで中国版主題歌のバージョンが上映された 。映画公開を前に、中国のテレビドラマ版『画皮 千年の恋』も放送されている。

## キャスト
| 役名                 | 俳優               | 日本語吹き替え |
| -------------------- | ------------------ | -------------- |
| 小唯（シャオウェイ） | ジョウ・シュン     | 甲斐田裕子     |
| 佩蓉（ペイロン）     | ヴィッキー・チャオ | 魏涼子         |
| 王生（ワン・シェン） | チェン・クン       | 中川慶一       |
| 夏冰（シア・ビン）   | スン・リー         | 美名           |
| 小易（シャオイー）   | チー・ユーウー     | 矢野正明       |
| 龐勇（パン・ヨン）   | ドニー・イェン     | てらそままさき |

## スタッフ
- 監督・製作：ゴードン・チャン（陳嘉上）
- プロダクション・デザイン：シュー・リーコン（徐立功）
- 撮影監督：アーサー・ウォン（黄岳泰）
- アクション監督：トン・ワイ（董瑋）
- 美術：ビル・ルイ（雷楚雄）
- 衣装デザイン：ウー・バオリン（呉宝玲）
- 音楽：藤原いくろう

## 主題歌
作曲は音楽を担当した日本人作曲家藤原いくろう。この曲は第28回香港電影金像奨で最優秀主題歌賞を受賞した。
オリジナル「画心」
歌手 - ジェーン・チャン
日本版「儚さ」
歌手 - 倉木麻衣

## 受賞
2009年
- 第13回華表奨優秀合作作品賞
- 第12回中国電影表演芸術学会金鳳凰奨審査委員会特別賞（ヴィッキー・チャオ）
- 第28回香港電影金像奨最優秀撮影賞、最優秀主題歌賞（全12項目ノミネート）
- 第16回北京大学生映画祭最優秀視覚効果賞
- 中国映画記者が選ぶ優秀作品トップ10入り
- 第82回アカデミー賞香港代表作品

2010年
- 第30回百花奨最優秀男優賞（チェン・クン）
- 第16回北京春燕奨最優秀映画主演女優賞（ヴィッキー・チャオ）

## 注
1. ↑  アジアのトップスターが競演『画皮 あやかしの恋』日本公開決定！「映画と。」2012年04月17日（火）配信